# Alessandro Albanese
Alessandro Albanese, né le 12 janvier 2000 à Liège en Belgique, est un footballeur belge qui joue au poste d'attaquant.

## Biographie

### En club
Né à Liège en Belgique dans une famille aux origines italiennes, Alessandro Albanese est notamment formé par la Jeunesse Sportive Molise-Herstal, le Standard de Liège, le FC Porto, le TSG 1899 Hoffenheim avant de poursuivre sa formation à l'Eintracht Francfort. Libre de tout contrat, le Liégeois s'engage avec Waasland-Beveren en juillet 2020. C'est avec ce club qu'il fait ses débuts en professionnel, jouant son premier match le 9 août 2020, lors d'une rencontre de championnat face au KV Courtrai. Titulaire lors de cette rencontre, son équipe s'impose sur le score de trois buts à un. Le 24 novembre 2020, l'ailier inscrit son premier but pour le club lors d'une rencontre de championnat contre le KV Ostende. Waasland-Beveren s'impose deux buts à zéro.
Après une saison et demie à Beveren, le joueur signe avec le KV Ostende en janvier 2022. Le 21 janvier 2022, le Belge joue son premier match pour le club lors d'une rencontre de championnat contre l'Antwerp. Ostende s'incline sur le score de deux buts à un. Le 9 avril 2022, il inscrit son premier but pour les Côtiers face à la KAS Eupen. Son équipe s'impose deux buts à zéro.
Jouant peu avec le KV Ostende lors de la saison 2022-2023, il est prêté au Royal Excelsior Virton en deuxième division. Lorsque le club côtier est déclaré en faillite à l'issue de la saison 2023-2024, Albanese signe au HJK Helsinki en Finlande. N'ayant pas atteint les objectifs de temps de jeu qu'il s'était fixé, l'ailier obtient du club qu'il le libère et, lors du mercato hivernal 2024-2025, le jeune Belge revient à ses racines en s'engageant avec le RFC Liège.

## Statistiques

### En club
| Saison                | Club                  | Championnat           | Championnat | Championnat | Championnat | Coupe(s) nationale(s) | Coupe(s) nationale(s) | Coupe(s) nationale(s) | Compétition(s) continentale(s) | Compétition(s) continentale(s) | Compétition(s) continentale(s) | Compétition(s) continentale(s) | Autres compétitions | Autres compétitions | Autres compétitions | Autres compétitions | Total | Total | Total |
| Saison                | Club                  | Division              | M.          | B.          | P.d.        | M.                    | B.                    | P.d.                  | Comp.                          | M.                             | B.                             | P.d.                           | Comp.               | M.                  | B.                  | P.d.                | M.    | B.    | P.d.  |
| 2020-2021             | Waasland-Beveren      | Division 1A           | 23          | 1           | 6           | 2                     | 0                     | 1                     | -                              | -                              | -                              | -                              | PO3                 | 1                   | 0                   | 0                   | 26    | 1     | 7     |
| 2021-2022             | Waasland-Beveren      | Division 1B           | 4           | 0           | 0           | 1                     | 0                     | 0                     | -                              | -                              | -                              | -                              | -                   | -                   | -                   | -                   | 5     | 0     | 0     |
| Sous-total            | Sous-total            | Sous-total            | 27          | 1           | 6           | 3                     | 0                     | 1                     | -                              | -                              | -                              | -                              | -                   | 1                   | 0                   | 0                   | 31    | 1     | 7     |
| 2021-2022             | KV Ostende            | Division 1A           | 8           | 1           | 0           | -                     | -                     | -                     | -                              | -                              | -                              | -                              | -                   | -                   | -                   | -                   | 8     | 1     | 0     |
| 2022-2023             | KV Ostende            | Division 1A           | 11          | 0           | 0           | 1                     | 0                     | 0                     | -                              | -                              | -                              | -                              | -                   | -                   | -                   | -                   | 12    | 0     | 0     |
| 2023-2024             | KV Ostende            | Division 1B           | 4           | 1           | 0           | -                     | -                     | -                     | -                              | -                              | -                              | -                              | -                   | -                   | -                   | -                   | 4     | 1     | 0     |
| Sous-total            | Sous-total            | Sous-total            | 23          | 2           | 0           | 1                     | 0                     | 0                     | -                              | -                              | -                              | -                              | -                   | -                   | -                   | -                   | 24    | 2     | 0     |
| 2022-2023             | RE Virton (prêt)      | Division 1B           | 4           | 0           | 1           | -                     | -                     | -                     | -                              | -                              | -                              | -                              | PO3                 | 4                   | 0                   | 1                   | 8     | 0     | 2     |
| 2024                  | HJK Helsinki          | Veikkausliiga         | 6           | 0           | 1           | -                     | -                     | -                     | C1+C4                          | 1+1                            | 0+0                            | 0+0                            | PO                  | 2                   | 0                   | 0                   | 10    | 0     | 1     |
| 2024-2025             | RFC Liège             | Division 1B           | 8           | 1           | 1           | -                     | -                     | -                     | -                              | -                              | -                              | -                              | -                   | -                   | -                   | -                   | 8     | 1     | 1     |
| Total sur la carrière | Total sur la carrière | Total sur la carrière | 68          | 4           | 9           | 4                     | 0                     | 1                     | -                              | 2                              | 0                              | 0                              | -                   | 7                   | 0                   | 1                   | 81    | 4     | 11    |